# 交響曲第9番 (ハリス)
交響曲第9番は、ロイ・ハリスが1962年にユージン・オーマンディの依頼でフィラデルフィア管弦楽団のために作曲され、フィラデルフィア市に捧げられた交響曲である。初演は1963年1月18日にオーマンディ指揮フィラデルフィア管弦楽団により行われた。

## 楽器編成
4管編成の大きなものである。
フルート3、ピッコロ、オーボエ2、イングリッシュホルン2、クラリネット3、バスクラリネット（第4奏者はクラリネット持ち替え）、、ファゴット3、コントラファゴット（第4奏者はファゴット持ち替え）、ホルン6、C調独奏トランペット、トランペット3、トロンボーン3、バストロンボーン、バリトン、チューバ、ハープ、ピアノ、ティンパニ、打楽器、弦五部、

## 演奏時間
およそ28分。

## 楽曲構成
3楽章からなる。
- 第1楽章 前奏曲　
3/2拍子‐6/4拍子。
- 第2楽章 コラール 
2/4拍子
- 第3楽章 対位法的構造　
最初に6本のホルンにより主題が提示された後、管楽器が入り、弦がこの主題を繰り返す。